# Матушкін Ігор Віталійович
Ігор Віталійович Матушкін (народився 27 січня 1965 у м. Челябінську, СРСР) — білоруський хокеїст, захисник. Заслужений майстер спорту Республіки Білорусь (2002). 
Вихованець хокейної школи «Трактор» (Челябінськ) (тренер — В.Соколов). Виступав за: «Трактор» (Челябінськ), «Динамо» (Мінськ), ХК «Буденс», ХК «Кіруна», ХК «Лулео», ХК «Бйорклевен», ХК «Тімро», Шеллефтео АІК, ХК «Пітео», ХК «Тегс», ХК «Веннес».
У складі національної збірної Білорусі провів 79 матчів (6 голів, 24 передачі); учасник зимових Олімпійських ігор 1998 і 2002; учасник чемпіонатів світу 1996 (група B), 1997 (група B), 1998, 1999 і 2000. 
Чемпіон Білорусі (1993).
Син: Максим Матушкін.